# Lana Del Rey Tour 2023-2025
Tra il 2023 e il 2025 la cantautrice statunitense Lana Del Rey ha tenuto una serie di concerti promozionali, a supporto del suo nono album in studio Did You Know That There's a Tunnel Under Ocean Blvd (2023).

## Informazioni
La tappa del 2023 è consistita di spettacoli nei festival di Brasile, Europa, Nord America e concerti da solista in Irlanda, Paesi Bassi, Francia, Stati Uniti e Messico. Dopo essersi esibita al Coachella Festival come artista principale nell'aprile 2024, Del Rey ha tenuto il suo primo concerto in un stadio presso il Fenway Park di Boston il 20 giugno. Nel corso dell'anno si è esibita in altri festival musicali europei per un totale di dieci spettacoli. Nel 2025 la cantante è stata impegnata con una tappa negli stadi di Regno Unito e Irlanda, che ha visto come artisti d'apertura London Grammar, Banks e Addison Rae.

## Scaletta

### 2023
1. Nature Boy (cover  di Craig Armstrong)
2. A&W
3. Young and Beautiful
4. Bartender
5. Chemtrails over the Country Club
6. The Grants
7. Cherry
8. Pretty When You Cry
9. Ride
10. Born to Die
11. Blue Jeans
12. Norman Fucking Rockwell
13. Arcadia
14. Ultraviolence
15. White Mustang
16. Candy Necklace
17. Diet Mountain Dew
18. Summertime Sadness
19. Did You Know That There's a Tunnel Under Ocean Blvd
20. Video Games

#### Variazioni
Negli ultimi dieci spettacoli del 2023, Norman Fucking Rockwell e Arcadia vengono spostate all'inizio; Nature Boy viene sostituita da altre due cover; White Mustang e Candy Necklace vengono rimosse; Hope Is a Dangerous Thing for a Woman like Me to Have - but I Have It è stata aggiunta alla fine della scaletta di alcuni spettacoli.

### 2024
1. Without You
2. West Coast
3. Doin' Time
4. Summertime Sadness
5. Cherry
6. Pretty When You Cry
7. Ride
8. Born to Die
9. Bartender
10. Burnt Norton (Interlude)
11. Chemtrails over the Country Club
12. The Grants
13. Did You Know That There's a Tunnel Under Ocean Blvd
14. Norman Fucking Rockwell
15. Arcadia
16. Video Games
17. Hope Is a Dangerous Thing for a Woman like Me to Have - but I Have It
18. A&W
19. Young and Beautiful
20. It's Just a Burning Memory (cover di The Caretaker)

#### Variazioni
In alcuni spettacoli, viene aggiunta una cover o un altro brano della cantante all'inizio della scaletta, mentre Doin' Time è stata spesso rimossa.

### 2025
1. Stars Fell on Alabama
2. Henry, Come On
3. Stand by Your Man (cover di Tammy Wynette)
4. Chemtrails over the Country Club
5. Ultraviolence
6. Ride
7. Video Games
8. Norman Fucking Rockwell
9. Arcadia
10. Did You Know That There's a Tunnel Under Ocean Blvd
11. Quiet in the South
12. Tropico (contiene elementi di Body Electric)
13. Howl (poema di Allen Ginsberg)
14. Young and Beautiful
15. Summertime Sadness
16. Born to Die
17. 57.5
18. Take Me Home, Country Roads (cover di John Denver)

## Date
| Data              | Città                 | Stato       | Luogo                                |
| Sud America       | Sud America           | Sud America | Sud America                          |
| ----------------- | --------------------- | ----------- | ------------------------------------ |
| 27 maggio 2023    | Rio de Janeiro        | Brasile     | Hipódromo da Gávea                   |
| 3 giugno 2023     | São Paulo             | Brasile     | Vale do Anhangabaú                   |
| Europa            |                       |             |                                      |
| 24 giugno 2023    | Pilton                | Regno Unito | Worthy Farm                          |
| 2 luglio 2023     | Camaiore              | Italia      | Parco BussolaDomani                  |
| 4 luglio 2023     | Amsterdam             | Paesi Bassi | Ziggo Dome                           |
| 7 luglio 2023     | Dublino               | Irlanda     | 3Arena                               |
| 9 luglio 2023     | Londra                | Regno Unito | Hyde Park                            |
| 10 luglio 2023    | Parigi                | Francia     | Olympia                              |
| Nord America      |                       |             |                                      |
| 15 luglio 2023    | Québec                | Canada      | Plains of Abraham                    |
| 30 luglio 2023    | Newport               | Stati Uniti | Fort Adams State Park                |
| 6 agosto 2023     | Chicago               | Stati Uniti | Grant Park                           |
| 8 agosto 2023     | Rogers                | Stati Uniti | Walmart Arkansas Music Pavilion      |
| 12 agosto 2023    | San Francisco         | Stati Uniti | Golden Gate Park                     |
| 15 agosto 2023    | Città del Messico     | Messico     | Foro Sol                             |
| 16 agosto 2023    | Città del Messico     | Messico     | Foro Sol                             |
| 14 settembre 2023 | Franklin              | Stati Uniti | FirstBank Amphitheater               |
| 15 settembre 2023 | Franklin              | Stati Uniti | FirstBank Amphitheater               |
| 17 settembre 2023 | Austin                | Stati Uniti | Germania Insurance Amphitheater      |
| 19 settembre 2023 | Dallas                | Stati Uniti | Dos Equis Pavilion                   |
| 21 settembre 2023 | Huntsville            | Stati Uniti | Orion Amphitheater                   |
| 23 settembre 2023 | West Palm Beach       | Stati Uniti | iTHINK Financial Amphitheatre        |
| 25 settembre 2023 | East Lake-Orient Park | Stati Uniti | MidFlorida Credit Union Amphitheatre |
| 27 settembre 2023 | Brandon               | Stati Uniti | Brandon Amphitheater                 |
| 29 settembre 2023 | Charlotte             | Stati Uniti | PNC Music Pavilion                   |
| 1º ottobre 2023   | Columbia              | Stati Uniti | Merriwrather Post Pavilion           |
| 3 ottobre 2023    | Burgettstown          | Stati Uniti | The Pavilion at Star Lake            |
| 5 ottobre 2023    | Charleston            | Stati Uniti | Charleston Coliseum                  |
| 12 aprile 2024    | Indio                 | Stati Uniti | Empire Polo Club                     |
| 19 aprile 2024    | Indio                 | Stati Uniti | Empire Polo Club                     |
| 17 maggio 2024    | Gulf Shores           | Stati Uniti | Gulf Shores Public Beach             |
| Europa            |                       |             |                                      |
| 31 maggio 2024    | Barcellona            | Spagna      | Parc del Fòrum                       |
| 4 giugno 2024     | Milano                | Italia      | Ippodromo La Maura                   |
| 7 giugno 2024     | Porto                 | Portogallo  | Parque da Cidade                     |
| Nord America      |                       |             |                                      |
| 20 giugno 2024    | Boston                | Stati Uniti | Fenway Park                          |
| Europa            |                       |             |                                      |
| 21 agosto 2024    | Parigi                | Francia     | Parc De Saint-Cloud                  |
| 24 agosto 2024    | Reading               | Regno Unito | Richfield Avenue                     |
| 25 agosto 2024    | Leeds                 | Regno Unito | Bramham Park                         |
| Nord America      |                       |             |                                      |
| 25 aprile 2025    | Indio                 | Stati Uniti | Empire Polo Club                     |
| Europa            |                       |             |                                      |
| 23 giugno 2025    | Cardiff               | Regno Unito | Principality Stadium                 |
| 26 giugno 2025    | Glasgow               | Regno Unito | Hampden Park                         |
| 28 giugno 2025    | Liverpool             | Regno Unito | Anfield Stadium                      |
| 30 giugno 2025    | Dublino               | Irlanda     | Aviva Stadium                        |
| 3 luglio 2025     | Londra                | Regno Unito | Wembley Stadium                      |
| 4 luglio 2025     | Londra                | Regno Unito | Wembley Stadium                      |

## Cancellazioni
| Data           | Città        | Stato        | Luogo              | Causa              |
| Nord America   | Nord America | Nord America | Nord America       | Nord America       |
| -------------- | ------------ | ------------ | ------------------ | ------------------ |
| 18 agosto 2023 | Monterrey    | Messico      | Estadio Borregos   | Problemi logistici |
| 20 agosto 2023 | Zapopan      | Messico      | Estadio 3 de Marzo | Problemi logistici |